# Rancho aparte
Rancho aparte es una película de comedia dramática argentina de 2007 dirigida y escrita por Edi Flehner. Se trata de una adaptación cinematográfica de la obra teatral homónima escrita por Julio Chávez. Está protagonizada por Leandro Castello, Luz Palazón y Mercedes Scápola. La película se estrenó mundialmente el 13 de diciembre de 2007 en el Festival Pantalla Pinamar, mientras que su estreno comercial en las salas de cines de Argentina fue el 27 de marzo de 2008.

## Sinopsis
La historia se centra en Tulio y Susana, habitantes de un pueblo rural llamado Nogolí, donde son desalojados del rancho de piedra y barro en el que viven por Don Ochoa, el dueño de la vivienda y hacendado del pueblo. Por ello, ambos se trasladan a Buenos Aires para vivir con Susana, la hermana de Tulio, que lleva una vida totalmente diferente a ellos, llevándolos a vivir situaciones extremas y llenas de caos en la ciudad.

## Elenco
- Leandro Castello como Tulio
- Luz Palazón como Clara
- Mercedes Scápola como Susana
- Carlos Morcillo como Don Ochoa
- Sebastián Mogordoy como Mingui Bragayoli
- Laura Dozo como Rosita
- Cristina Villamor como Mabel
- Bárbara Segui como Miriam

## Recepción

### Comentarios de la crítica
La película recibió reseñas favorables por parte de los críticos. Juan Pablo Russo de Escribiendo cine señaló que «Rancho aparte es una película que siempre esta al borde de algo, de caer en el ridículo, de la sobreactuación de sus personajes, de lo chabacano de su historia, de la incredulidad de los diálogos, pero logra salir airosa sin descarrilarse del trayecto que decidió transitar: el grotesco». El diario La Nación mencionó que en la cinta «todo está perfectamente calculado desde la fotografía, que se mueve entre el realismo, la magia y la oscuridad, hasta la música, de César Lerner» y «el resultado es sorprendente».
En una reseña para Otros cines, Diego Batlle escribió «el film juega permanentemente al absurdo, se sostiene en implacables (aunque por momentos grandilocuentes) monólogos y no logra revertir en varios pasajes la artificialidad, la teatralidad del relato original». Pablo Arahuete de Cine Freaks resaltó que «con un guion notable que privilegia la riqueza expresiva y los diferentes estilos de habla de los personajes, Rancho aparte es un mini retrato socio-histórico del país que nos toca vivir y padecer», haciendo que «Edi Flehner debute a lo grande».

### Premios y nominaciones
| Lista de premios y nominaciones | Lista de premios y nominaciones | Lista de premios y nominaciones    | Lista de premios y nominaciones | Lista de premios y nominaciones | Lista de premios y nominaciones |
| Año                             | Organización                    | Categoría                          | Nominado/a(s)                   | Resultado                       | Ref(s)                          |
| ------------------------------- | ------------------------------- | ---------------------------------- | ------------------------------- | ------------------------------- | ------------------------------- |
| 2008                            | Festival de Málaga              | Premio especial del jurado         | Rancho aparte                   | Ganador                         | [ 10 ]                          |
| 2008                            | Festival de Málaga              | Mejor actriz                       | Mercedes Scápola                | Ganadora                        | [ 10 ]                          |
| 2008                            | Festival de Málaga              | Mención especial                   | Luz Palazón                     | Ganadora                        | [ 10 ]                          |
| 2008                            | Premios Clarín                  | Revelación masculina               | Leandro Castello                | Nominado                        | [ 11 ]                          |
| 2008                            | Premios Clarín                  | Revelación femenina                | Mercedes Scápola                | Nominada                        | [ 11 ]                          |
| 2008                            | Premios Sur                     | Mejor ópera prima                  | Rancho aparte                   | Nominado                        | [ 12 ]                          |
| 2008                            | Premios Sur                     | Mejor actriz revelación            | Luz Palazón                     | Nominada                        | [ 12 ]                          |
| 2008                            | Premios Sur                     | Mejor actriz revelación            | Mercedes Scápola                | Nominada                        | [ 12 ]                          |
| 2008                            | Premios Sur                     | Mejor actor revelación             | Leandro Castello                | Nominado                        | [ 12 ]                          |
| 2008                            | Premios Sur                     | Mejor guion adaptado               | Edi Flehner                     | Nominado                        | [ 12 ]                          |
| 2008                            | Premios Sur                     | Mejor maquillaje y caracterización | Oscar Mulet                     | Nominado                        | [ 12 ]                          |
| 2009                            | Premios Cóndor de Plata         | Mejor ópera prima                  | Rancho aparte                   | Nominado                        | [ 13 ]                          |
| 2009                            | Premios Cóndor de Plata         | Revelación masculina               | Leandro Castello                | Nominado                        | [ 13 ]                          |
| 2009                            | Premios Cóndor de Plata         | Mejor dirección de arte            | Mariela Rípodas                 | Nominada                        | [ 13 ]                          |
| 2009                            | Premios Cóndor de Plata         | Mejor guion adaptado               | Edi Flehner                     | Nominado                        | [ 13 ]                          |